# Stadtmuseum Aichach
Das Stadtmuseum Aichach ist ein stadt- und regionalgeschichtliches Museum der Kreisstadt Aichach des Landkreises Aichach-Friedberg im bayerischen Regierungsbezirk Schwaben. 1906 wurde die Historische Sammlung der Stadt gegründet, die die Grundlage bildete für das 1909 im Aichacher Spital eröffnete Heimatmuseum. Nach mehreren Umzügen befindet sich die  historische Sammlung seit 1973 bis heute im ehemaligen Aichacher Krankenhaus und teilt sich das Gebäude mit dem Aichacher Stadtarchiv und dem Kinderhort. Nachdem es seit 1997 wegen Erweiterungs- und Sanierungsarbeiten unter der Leitung des Architekturbüros Werner Plöckl geschlossen war, wurde das Museum am 17. Oktober 2008 mit neuer Konzeption wiedereröffnet.
Die Dauerausstellung ist im Ober- und im Dachgeschoss untergebracht. Im Erdgeschoss befinden sich Veranstaltungsräume und Platz für verschiedene Sonderausstellungen.

## Themenbereiche des Museums und Ausstellung
Zentrales Thema der Ausstellung im Aichacher Stadtmuseum ist die Geschichte der Stadt Aichach und Umgebung im Zeitraum vom 12. Jahrhundert bis zur Gebietsreform 1972. Die Dauerausstellung ist im Ober- und im Dachgeschoss untergebracht und erstreckt sich auf rund 1.000 m² mit verschiedenen Sammlungsschwerpunkten.

### Sakrale Kunst und religiöses Leben
Die Abteilung befindet sich zum Teil in den Räumen der ehemaligen Krankenhauskapelle. Zu sehen sind Plastiken, Gemälde und volkskundliche Objekte aus der Region. Höhepunkte der Abteilung sind eine Aichacher Bürgerkrippe aus der Mitte des 19. Jahrhunderts sowie der Altar der St.-Helena-Kapelle aus der Zeit um 1770 und die Aichacher Löwen, vermutlich das Fragment eines Taufbeckens aus dem 13. Jahrhundert.

### Landes- und Stadtgeschichte im Mittelalter und der Frühen Neuzeit
Dieser Bereich umfasst die städtische Entwicklung im Spätmittelalter unter besonderer Berücksichtigung der Verbindung mit dem Haus Wittelsbach. Dabei wird die Bedeutung Aichachs als Zentralort im nordwestlichen Oberbayern hervorgehoben.

### Bäuerliche und bürgerliche Lebenswelt
Thema dieser Abteilung ist das Leben der Bauern, die Landwirtschaft sowie die Zünfte und das Handwerk. Dazu werden Bauernmöbel, Trachten und Zunftobjekte gezeigt. Im Dachgeschoss des Museums finden sich Informationen zum sozialen Leben sowie zur Arbeit der Bauern, mit den entsprechenden landwirtschaftlichen Geräten. Ein besonderer Höhepunkt ist der großbürgerlicher Salon aus der Villa des Aichacher Reichstagsabgeordneten und Kommerzienrats Franz Beck.

### Zeit der Napoleonischen Kriege
Den Schwerpunkt bilden dabei der Kriegsalltag, die Not und das Elend der Zivilbevölkerung. Ein einmaliges Zeitdokument bildet dabei die fast 15 Meter lange Kollage aus über 2000 Einquartierungszetteln aus der Zeit von 1796 bis 1816, zusammengeklebt vom Aichacher Gastwirt Lorenz Alois Gerhauser, die in der Museumskonzeption gleichfalls als Zeitstrahl für die Ereignisse verwendet wird.

### Landes- und Stadtgeschichte im 19. und 20. Jahrhundert
Hier wird besonders die Entwicklung der Industrie und des Handels hervorgehoben. Darüber hinaus ist ein Bereich dem Aichacher Frauengefängnis und seiner Geschichte gewidmet.
Das Museum nimmt an der jährlich stattfindenden Aktion Aichacher Museumsnacht teil, bei der an jedem zweiten Samstagabend im Oktober alle Aichacher Museen geöffnet sind. Darüber hinaus finden jeweils am ersten Sonntag eines Monats Führungen zu ausgewählten Themen statt.

Bauernstube
Bäuerliche Gerätschaften
Modell des Heilig-Geist-Spitals
Sakralkunst
Exponate zur Stadtgeschichte